# Küpenfarbstoffe
Zu den Küpenfarbstoffen (Bezeichnung nach Colour Index Vat Dyes) zählt man wasserunlösliche Pigmente, die zum Färben durch Reduktion in eine unter alkalischen Bedingungen wasserlösliche Leukoverbindung überführt werden. Diese Reduktion wird beispielsweise mit Hydrosulfit in Gegenwart von Natronlauge durchgeführt und wird auch als Verküpung bezeichnet. Nach der Applikation der alkalischen Lösung des Leukoküpenfarbstoffs auf die Faser wird dieser durch Luftsauerstoff oder andere Oxidationsmittel reoxidiert. Die Küpenfarbstoffe werden im Wesentlichen für Cellulosefasern verwendet. Die Färbungen zeichnen sich durch hervorragende Echtheitseigenschaften aus.

## Chemische Eigenschaften
Typischerweise weisen die Küpenfarbstoffe ein chinoides System auf, das durch Reduktion in die entsprechenden Enole, bzw. Enolate überführt wird:
Dieses Strukturelement zeigen folgende Chromophore, die sich den Carbonylfarbstoffen und -pigmenten zuordnen lassen:
- indigoide Farbstoffe, Beispiel: C.I. Vat Blue 1 (Indigo)
- Anthrachinonfarbstoffe, Beispiel: C.I. Vat Green 11
- Naphthalinfarbstoffe, Beispiel: C.I. Vat Orange 7
- Perylenfarbstoffe, Beispiel: C.I. Vat Red 23
- Pyranthrenfarbstoffe, Beispiel: C.I. Vat Yellow 1 (Flavanthron)

Bei den Schwefelfarbstoffen handelt es sich ebenfalls um wasserunlösliche Pigmente, die durch Reduktion in Lösung gebracht werden und die in der verküpten Form auf die Faser aufziehen und zum Pigment reoxidieren. Diese Farbstoffgruppe kann daher auch den Küpenfarbstoffen zugeordnet werden.

## Beispiele

C.I. Vat Blue 1 (Indigo)
C.I. Vat Green 11
C.I. Vat Orange 7
C.I. Vat Red 23
C.I. Vat Yellow 1

## Geschichte
Küpenfarbstoffe sind bereits seit dem Altertum bekannt. Der wichtigste Vertreter war der aus dem Färberwaid oder der Indigopflanze gewonnene Indigo. Ab 1897 wurde Indigo synthetisch hergestellt. Die Palette der Küpenfarbstoffe wurde ab 1901 mit der Erfindung von Indanthren-Blau (Vat Blue 4) durch den BASF-Chemiker René Bohn und der Entwicklung des Indanthren-Sortiments deutlich erweitert.